# Axel Pehrsson-Bramstorp
Axel Alarik Pehrsson-Bramstorp (före 1937 Pehrsson; i riksdagen kallad Pehrsson i Bramstorp fram till dess), född 19 augusti 1883 i Öja församling, Malmöhus län, död 19 februari 1954 i Trelleborgs församling, Malmöhus län (kyrkobokförd i Lilla Isie församling), var en svensk politiker och lantbrukare. Han var riksdagsman 1918–21 (liberal, andra kammaren) och 1929–49 (bondeförbundare, andra kammaren), partiledare för Bondeförbundet 1934–49, statsminister juni–september 1936 och jordbruksminister 1936–45.

## Biografi

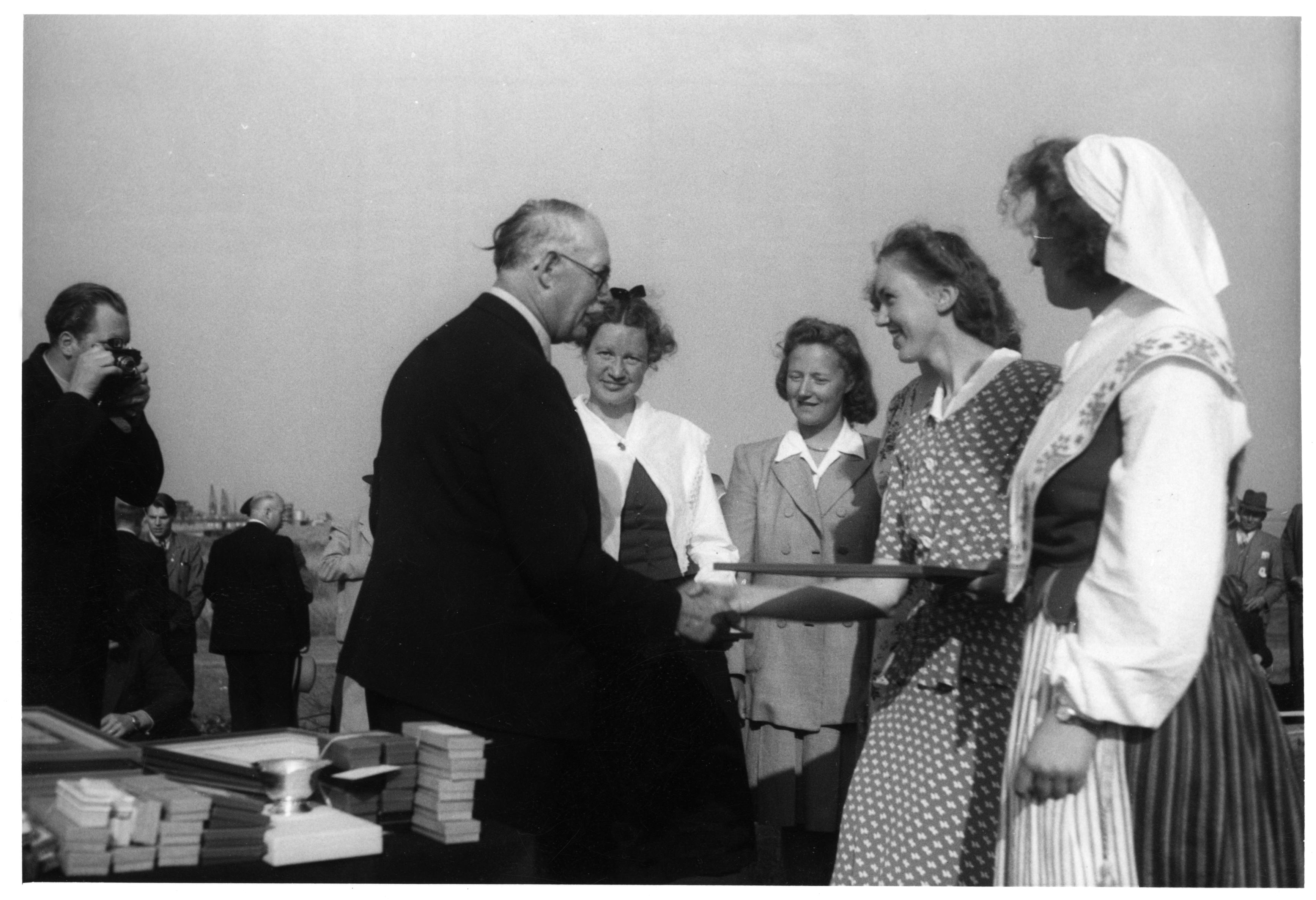
Pehrsson-Bramstorp delar ut priser under Bondeförbundets riksstämma i Kalmar, 1947.

Axel Pehrsson (från 1937 Pehrsson-Bramstorp) föddes i Öja i Skåne, som son till förvaltaren Jacob Pehrsson (1855–1897) och Ingrid Cecilia Pehrsson (1859–1941). Han fick ta över ansvaret för gården Isie kronoboställe i Lilla Isie socken som 14-åring, sedan fadern begått självmord efter att ha fått besked om dödlig cancersjukdom. Han kunde efter sitt giftermål tolv år senare köpa den närbelägna gården Bramstorp, som kom att ge honom sitt tillnamn i riksdagen och som han 1937 också formellt lade till sitt efternamn. Familjen flyttade tillbaka till arrendegården efter ett tiotal år.
År 1912 blev Pehrsson-Bramstorp ledamot av Malmöhus läns landsting, och han var även riksdagsman i andra kammaren 1918–21 för Liberala samlingspartiet i Malmöhus läns södra valkrets. När Bondeförbundet växte sig allt starkare i Skåne gick han, likt många andra bönder, över från liberalerna till Bondeförbundet. Han var aktiv i uppbyggnaden av lantbrukskooperationen och fick snart en ledande position på riksnivå. Han återkom sedan i riksdagen 1929 som ledamot i andra kammaren för Bondeförbundet i Malmöhus läns valkrets, och satt kvar till den 31 maj 1949.
När den frisinnade statsministern Carl Gustaf Ekman vid regeringsskiftet 1930 sonderade möjligheten att bilda koalitionsregering med Bondeförbundet var Pehrsson-Bramstorp påtänkt som jordbruksminister. Pehrsson-Bramstorps verkliga politiska genombrott kom dock i samband med krisuppgörelsen mellan Socialdemokraterna och Bondeförbundet i jordbruks- och arbetslöshetsfrågorna 1933, den så kallade "kohandeln". Tillsammans med Karl Gustaf Westman var han den representant från Bondeförbundet som var mest aktiv i förhandlingarna, vilket även lade grunden till ett förtroendefullt samarbete mellan Pehrsson-Bramstorp och statsminister Per Albin Hansson. I början av riksdagen 1934 övertog Pehrsson-Bramstorp först ordförandeskapet i riksdagsgruppen och sedan i partiet vid riksstämman i Linköping med 41 röster mot 36, då han efterträdde Olof Olsson i Kullenbergstorp.
Statsminister Per Albin Hansson drev taktikspel som syftade till att Socialdemokraterna skulle gå till andrakammarvalet 1936 i opposition. Efter att den socialdemokratiska regeringen fallit i juni 1936 gick budet att bilda ny regering till Pehrsson-Bramstorp, eftersom Bondeförbundet var stödparti till Socialdemokraterna. Regeringen Pehrsson-Bramstorp bestod av bondeförbundare och opolitiska ledamöter – själv var han förutom statsminister även jordbruksminister. På grund av den korta ämbetsperioden, som i stort sett sammanföll med riksdagens sommaruppehåll, kallades denna regering "semesterregeringen". 
Efter valet gick Bondeförbundet i koalition med Socialdemokraterna i regeringen Hansson II, där Pehrsson-Bramstorp fortsatte som jordbruksminister. För Bondeförbundets del var det i synnerhet Pehrsson-Bramstorp som drev på för koalitionens tillblivelse, då han menade att möjligheten för partiet att vinna inflytande tillsammans med de borgerliga riksdagspartierna var obefintlig. En koalition med Socialdemokraterna menade Pehrsson-Bramstorp skulle bevara inflytandet och stärka möjligheterna att ge jordbrukarna bättre villkor, samt förhindra Socialdemokraterna från att föra en alltför socialistisk politik. Det verkar även ha funnits en medvetenhet från Bondeförbundets sida om kung Gustaf V:s positiva inställning till koalitionen, som ett sätt att hindra Sveriges kommunistiska parti från att få inflytande. Beslutet att ingå i regeringen verkar trots detta ha saknat stöd från majoriteten i Bondeförbundets riksdagsgrupp, som aldrig inkallades inför regeringsbildningen. 
År 1939 behöll Pehrsson-Bramstorp posten som jordbruksminister i samlingsregeringen Hansson III, och motsättningarna inom partiet hade nu hunnit dämpas. Efter andrakammarvalet 1940, där Bondeförbundet förlorade åtta mandat, aktualiserades dock frågan om partiets fortsatta medverkan i samlingsregeringen. Med hänvisning till det utrikespolitiska läget under andra världskriget, och sedan Gustaf V gett regeringen sitt stöd, kom dock partiet att förbli i regeringen. Det interna motståndet mot Pehrsson-Bramstorps samarbetslinje var dock starkt, samtidigt som bönderna, under pådrivande från RLF, ansåg att priserna på jordbrukets produkter var alltför låga och motsatte sig planer på tvångslagstiftning för att säkra livsmedelsproduktionen. Under de senare krigsåren mildrades motståndet mot Pehrsson-Bramstorp igen, bland annat efter att partiet i valen 1942 och 1944 återtog de mandat som tidigare förlorats i riksdagen. 
Efter samlingsregeringens upplösning 1945 återgick Pehrsson-Bramstorp till sitt tidigare arbete inom jordbrukets ekonomiska föreningsrörelse, bland annat som ordförande i Sveriges lantbruksförbund. Vid sidan av sina politiska uppdrag var Pehrsson-Bramstorp också styrelseledamot i Skånebanken 1933–40. Under valrörelsen 1948 drabbades Pehrsson-Bramstorp av hjärnblödning från vilken han aldrig blev återställd, varpå han lämnade politiken 1949. Han är begravd på Lilla Isie kyrkogård öster om Trelleborg.

### Familj
Pehrsson-Bramstorp gifte sig 1908 med Sigrid Helena Nilsson (1881–1951), med vilken han hade fyra barn.

## Utmärkelser

### Svenska utmärkelser
- Riddare av första klassen av Vasaorden, 1927.[3]
- Riddare av Serafimerorden, 4 juni 1949.[4]

### Utländska utmärkelser
- Storkorset av Nederländska Oranienhusorden, 1937.[5][6]
- Storkorset av Finlands Vita Ros' orden, 1942.[7][8]

### Övriga utmärkelser
- Ledamot av Kungl. Lantbruksakademien, 1943.[9]